# Thomas Tenison
Pour les articles homonymes, voir Tenison.
Thomas Tenison (29 septembre 1636 – 14 décembre 1715), est un ecclésiastique britannique. Il est successivement recteur de l'église St James de Piccadilly, évêque de Lincoln, puis le quatre-vingt-unième archevêque de Cantorbéry. Il couronne la reine Anne en 1702, puis le roi George Ier en 1714.